# Manuel Aurelio Cruz
Manuel Aurelio Cruz (ur. 2 grudnia 1953 w Hawanie na Kubie) – amerykański duchowny katolicki pochodzenia kubańskiego, biskup pomocniczy Newark od 2008.

## Życiorys
Święcenia kapłańskie otrzymał z rąk abpa Petera Gerety'ego w dniu 31 maja 1980 i inkardynowany został do archidiecezji Newark. Po kilkuletnim wikariuszowskim stażu został pracownikiem kurialnego urzędu ds. powołań, zaś w latach 1991-1993 był przełożonym Dekanatu 19. Od 1995 był kapelanem jednego ze szpitali w Newark, zaś w 2003 został mianowany dyrektorem wydziału ds. duszpasterstwa służby zdrowia. W 2005 objął funkcję zastępcy przewodniczącego archidiecezjalnej organizacji Catholic Health and Human Services.
9 czerwca 2008 mianowany biskupem pomocniczym Newark ze stolicą tytularną Gaguari. Sakry udzielił mu abp John Myers. Jako biskup odpowiada m.in. za region Union County oraz za duszpasterstwo wiernych hiszpańskojęzycznych, jest także rektorem bazyliki katedralnej w Newark.